# Idrodinamica

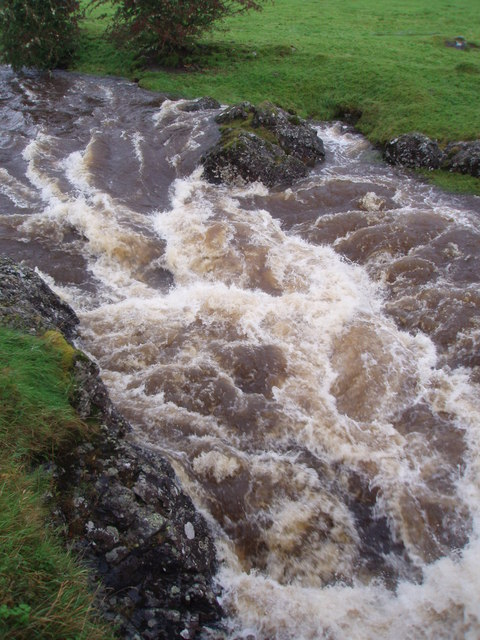
Flusso turbolento dell'acqua in un fiume

In fisica classica l'idrodinamica è la parte della fluidodinamica che studia il moto dei liquidi.
Nel caso dei liquidi perfetti e incomprimibili, le equazioni indefinite del movimento di un elemento infinitesimo di volume possono essere sintetizzate nella relazione vettoriale:
{\displaystyle \rho \left({\vec {F}}-{\vec {a}}\right)=\operatorname {\nabla } \!p}
in cui:
- {\displaystyle \rho } è la densità del liquido;
- {\displaystyle {\vec {F}}} è la forza che agisce sull'unità di massa;
- {\displaystyle {\vec {a}}} è l'accelerazione cui la massa è soggetta;
- {\displaystyle p} è la pressione.

Proiettando tale relazione lungo la tangente alla traiettoria dell'elemento di volume si ottiene una relazione scalare che è il teorema di Bernoulli. La legge di Torricelli equipara il flusso in uscita da un recipiente, per azione della gravità, alla caduta libera da una determinata altezza.

## Moto dei liquidi
Il moto dei liquidi può essere essenzialmente di tre tipi: uniforme, permanente o variabile. Un moto uniforme può anche essere uniformemente variabile.
Nel moto uniforme la velocità del liquido si mantiene costante nel tempo e lungo ogni traiettoria. Nel moto permanente sia la velocità sia gli sforzi interni si mantengono costanti nel tempo, pur potendo variare da un punto all'altro della corrente. Infine, nel moto variabile le caratteristiche del liquido variano in funzione del tempo.
Il moto dei liquidi può inoltre svolgersi sotto due differenti regimi, definiti rispettivamente laminare e turbolento. 
Il regime laminare, che si presenta a valori bassi di velocità, è caratterizzato da filetti fluidi (ovvero le traiettorie percorse da ciascuna particella liquida) che procedono in modo parallelo; le lamine parallele di flusso, nel caso in cui il liquido scorra in un condotto, avranno una disposizione concentrica. 
Nel regime turbolento, che si verifica ad alte velocità di flusso, le particelle descrivono invece delle traiettorie irregolari e variabili e le lamine di flusso sono sconvolte. 
A questi due regimi principali se ne può aggiungere un terzo intermedio, indicato come regime di transizione (o disturbato), nel quale le particelle di liquido mostrano intermittenti fluttuazioni irregolari, pur nell'ambito di un flusso che si mantiene essenzialmente laminare.
Il regime del flusso non è determinato soltanto dalla velocità, ma risulta legato anche con la densità del liquido, con la sua viscosità e ed una dimensione lineare caratteristica L del corpo (ad es., nelle condotte viene usato il diametro equivalente Deq).  
Questi parametri sono utilizzati per calcolare il numero di Reynolds {\displaystyle (Re)}, una grandezza adimensionale ed il cui modulo esprime la tendenza di un liquido ad assumere un determinato tipo di regime di moto: 
{\displaystyle Re={\frac {\rho vL}{\mu }}}
dove 
- {\displaystyle \rho } = densità;
- {\displaystyle L} = dimensione lineare caratteristica del corpo (corda 'c' per i profili alari, diametro 'D' per le condotte circolari, diametri equivalenti 'Deq' per le condotte di sez.ni generiche, etc...);
- {\displaystyle v} = velocità del flusso;
- {\displaystyle \mu } = coefficiente di viscosità dinamica (o assoluta)

L'alta velocità, il maggior calibro e la bassa viscosità favoriscono il flusso turbolento. Il flusso laminare si verifica al di sotto di una determinata velocità, detta velocità critica, al di sopra della quale, a causa dell'elevata energia cinetica, il movimento delle particelle diviene caotico e gli strati paralleli di fluido si disperdono. Quando {\displaystyle Re} supera il valore di 3000 la turbolenza è quasi sempre presente.
Nei liquidi reali le forze attrattive tra le molecole sono responsabili della viscosità (attrito interno): nei liquidi newtoniani la viscosità è costante, in quelli non newtoniani la viscosità varia e in quelli ideali è assente. A causa della viscosità, in un liquido reale che fluisce con regime laminare, tra le lamine parallele si generano forze di attrito che si oppongono allo scorrimento. Per effetto dell'attrito le lamine di fluido non si muovono con velocità uniforme: le lamine in contatto con le pareti fisse del condotto si muovono con difficoltà (sono praticamente ferme) a causa dell'aderenza alle pareti. Gli strati successivi scorrono l'uno sull'altro, esercitando un attrito sempre più debole man mano che ci si allontana dalle pareti. Di conseguenza la velocità del liquido varia lungo la sezione del condotto e assume il valore più alto in corrispondenza dell'asse del condotto, dove il liquido si trova alla maggior distanza possibile dalle pareti, e il profilo della velocità del flusso viene ad assumere una configurazione parabolica, che corrisponde al gradiente di velocità {\displaystyle (dv/dt)}. Nei liquidi ideali, per l'assenza di viscosità il profilo della velocità è rappresentato da una retta perpendicolare al flusso.

## Equazione di continuità
Una corrente liquida è detta a regime permanente quando in ogni punto della stessa, la velocità e la pressione si mantengono costanti al variare del tempo.
La legge della continuità (o principio di continuità) afferma che "in una corrente liquida a regime permanente attraverso una qualsiasi sezione la portata risulterà costante"; in termini matematici si ha:
{\displaystyle Q=S_{1}\cdot v_{1}=S_{2}\cdot v_{2}=cost}
dove:
- {\displaystyle Q} è la portata;
- {\displaystyle S_{1}} e {\displaystyle S_{2}} sono due generiche aree di due differenti sezioni;
- {\displaystyle v_{1}} e {\displaystyle v_{2}} sono i valori di velocità nelle sezioni prima indicate.

## Teorema di Bernoulli
L'equazione di Bernoulli è che una formulazione matematica della legge di conservazione dell'energia totale, che mette in relazione la densità del fluido, l'accelerazione di gravità, la quota, la pressione e la velocità nelle sezioni d'ingresso e di uscita al volume di controllo interessato dal flusso d'acqua, in riferimento alla stessa linea di flusso; in particolare si ha:
{\displaystyle z_{1}+{\frac {p_{1}}{\rho \cdot g}}+{\frac {v_{1}^{2}}{2g}}=z_{2}+{\frac {p_{2}}{\rho \cdot g}}+{\frac {v_{2}^{2}}{2g}}}
dove:
- {\displaystyle v} sono le velocità del fluido;
- {\displaystyle p} sono le pressioni del fluido;
- {\displaystyle z} sono le quote del fluido;
- i pedici 1 e 2 delle grandezze fanno riferimento rispettivamente alla sezione d'ingresso e di uscita del volume di controllo interessato dal flusso d'acqua;
- {\displaystyle \rho } è la densità del fluido;
- {\displaystyle g} l'accelerazione di gravità (costante).

Le unità di misura dei tre addendi in ambo i termini dell'equazione sono in metri e, nell'ordine, sono rappresentate l'altezza geodetica, l'altezza piezometrica e l'altezza cinetica.
Tale equazione è valida sotto le seguenti ipotesi: 
- flusso inviscido;
- flusso stazionario;
- flusso irrotazionale;
- flusso incomprimibile.

Nel caso dei liquidi reali bisogna tenere conto dell'attrito radente e del cosiddetto "attrito interno" determinato dalla viscosità, forze che determinano una diminuzione dell'energia totale, introducendo le perdite di carico.